# Nicholas Roosevelt (1658-1742)
Nicholas Roosevelt (né Nicholas van Rosenvelt) (baptisé le 2 octobre 1658 - mort le 30 juillet 1742) était un homme politique américain. Il a été l’un des premiers membres de la famille Roosevelt et un éminent citoyen néerlando-américain de la Nouvelle-Amsterdam, qui deviendra New York. Il était le 4e arrière-grand-père de Theodore Roosevelt (1858-1919) et de Franklin Delano Roosevelt (1882-1945). Il fut le premier Roosevelt à occuper un poste d'élu en Amérique du Nord, en tant qu’échevin.